# Metedrona
Metedrona ('para-metoximetacatinona, 4-metoximetacatinona, bk-PMMA, PMMC, metoxifedrina) es una droga estimulante y empatógena de la clase química de la feniletilamina, anfetaminas, y catinona. Es una triple recaptación/liberación/reversible del inhibidor MAO. Está estrechamente relacionado con el para-metoximefamfetamina (PMMA), metilona y mefedrona, y probablemente tiene un perfil farmacológico similar. Todavía puede ser legal en algunos países, pero su venta está prohibida en Suecia y el Reino Unido. Su disponibilidad previa a través de Internet llevó a un mayor uso de la droga.

## Efectos
Los efectos subjetivos se han registrado son similares a los del MDMA y las anfetaminas, produciendo respuestas tales como aumento de la sociabilidad, euforia, desinhibición, energía y estimulación. Las respuestas fisiológicas incluyen dilatación de las pupilas, hipertermia y aumento de la sudoración.

## Riesgos para la salud
Como la 4-metoximetcatinona es una droga relativamente nueva con poco ensayada con seres humanos, existe la preocupación de muchos de los posibles efectos nocivos para la salud aún se desconocen. Se sabe que la 4-metoximetcatinona se retiró casi de inmediato de su venta inicial pordespués de informes sin fundamento de síntomas adversos para la salud. Algunas anfetaminas análogas que contienen el grupo parametoxi- son conocidas por causar hipertermia grave e incluso la muerte debido al IMAO concurrente y a la liberación de monoamina.

### Sobredosis
Las muertes de dos jóvenes en el sureste de Suecia en 2009 se atribuyeron a la sobredosis de metedrona. Ambos se encontraron en estado de coma. Una sufrió parada cardiorrespiratoria de camino al hospital, mientras que la otra murió tras 16 horas en la UCI.